# Дивизия Риво (Первая империя)
Пехотная дивизия Риво (фр. Division d'infanterie de Rivaud) — пехотная дивизия Франции периода наполеоновских войн.
Сформирована 3 мая 1803 года для ведения Ганноверской кампании в составе Армии Ганновера генерала Мортье. Командиром дивизии был назначен генерал Риво. 29 августа 1805 года стала частью 1-го армейского корпуса Великой Армии. Участвовала в Ульмской кампании, освобождала Мюнхен от австрийцев, затем сражалась при Аустерлице. 30 января 1807 года вследствие падения с лошади, генерал Риво сломал руку и был вынужден передать командование дивизией генералу Пакто.
С 1807 по 1809 год — Пехотная дивизия Лаписса (фр. Division d'infanterie de Lapisse). В сентябре 1808 года переброшена на Пиренейский полуостров, где и сражалась до отречения Наполеона. После смертельного ранения генерала Лаписса 28 июля 1809 года в сражении при Талавере, дивизию возглавил генерал Даррико.
С 1809 по 1811 год — Пехотная дивизия Даррико (фр. Division d'infanterie de Darricau).
C 1811 по 1813 год — Пехотная дивизия Барруа (фр. Division d'infanterie de Barrois).
C 1813 по 1814 год — Пехотная дивизия Дарманьяка (фр. Division d'infanterie de Darmagnac).
Расформирована в апреле 1814 года.

## Организация дивизии
На 25 сентября 1805 года:
- командир — дивизионный генерал Оливье Риво де Ля Раффиньер
- начальник штаба — полковник штаба Пьер Шодрон-Руссо
- 1-я бригада (командир — бригадный генерал Мишель Пакто)
  - 8-й полк линейной пехоты (командир — полковник Жан Отье)
- 2-я бригада (командир — бригадный генерал Шарль Дюмулен)
  - 45-й полк линейной пехоты (командир — полковник Жан Барриэ)
  - 54-й полк линейной пехоты (командир — полковник Арман Филиппон)
    - Всего: 9 батальонов, 8748 человек, 10 орудий[1].

На 1 октября 1806 года:
- командир — дивизионный генерал Оливье Риво де Ля Раффиньер
- начальник штаба — полковник штаба Пьер Шодрон-Руссо
- 1-я бригада (командир — бригадный генерал Мишель Пакто)
  - 8-й полк линейной пехоты (командир — полковник Жан Отье)
- 2-я бригада (командир — бригадный генерал Николя Мезон)
  - 45-й полк линейной пехоты (командир — полковник Жан Барриэ)
  - 54-й полк линейной пехоты (командир — полковник Арман Филиппон)
    - Всего: 6 батальонов, 5776 человек, 10 орудий[2].

На 1 июня 1807 года:
- командир — дивизионный генерал Пьер Лаписс
- начальник штаба — полковник штаба Пьер Шодрон-Руссо
- 1-я бригада (командир — бригадный генерал Мишель Пакто)
  - 8-й полк линейной пехоты (командир — полковник Жан Отье)
- 2-я бригада (командир — бригадный генерал Огюстен Даррико)
  - 45-й полк линейной пехоты (командир — полковник Жан Барриэ)
  - 54-й полк линейной пехоты (командир — полковник Арман Филиппон)
- 3-я бригада (командир — бригадный генерал Жак Саррю)
  - 16-й полк лёгкой пехоты (командир — полковник Жан-Пьер Деллар)
    - Всего: 8 батальонов, 6214 человек, 10 орудий[3].

На 1 сентября 1811 года:
- командир — дивизионный генерал Николя Годино
- 1-я бригада (командир — бригадный генерал Луи-Викторен Кассань)
  - 8-й полк линейной пехоты (командир — полковник Жозеф Брон)
  - 45-й полк линейной пехоты (командир — полковник Пьер-луи Вар)
- 2-я бригада (командир — бригадный генерал Жан-Пьер Марансен)
  - 54-й полк линейной пехоты (командир — полковник Жак Сен-Фо)
  - 75-й полк линейной пехоты (командир — полковник Этьенн Ламорандьер-Дюкудре)
    - Всего: 7500 человек[4]

## Подчинение и номер дивизии
- 2-я пехотная дивизия Армии Ганновера (3 мая 1803 года);
- 2-я пехотная дивизия 1-го армейского корпуса Великой Армии (29 августа 1805 года);
- 1-я пехотная дивизия 1-го армейского корпуса Великой Армии (17 сентября 1805 года);
- 2-я пехотная дивизия 1-го армейского корпуса Великой Армии (5 октября 1806 года);
- 2-я пехотная дивизия 1-го армейского корпуса Армии Испании (7 сентября 1808 года);
- 2-я пехотная дивизия 1-го армейского корпуса Южной армии (15 января 1810 года);
- 2-я пехотная дивизия Южной армии (7 февраля 1812 года);
- 2-я пехотная дивизия Центра Пиренейской армии (16 июля 1813 года).

## Командование дивизии

### Командиры дивизии
- дивизионный генерал Оливье Риво де Ля Раффиньер (3 мая 1803 — 30 января 1807)
- бригадный генерал Мишель Пакто (30 января 1807 — 6 февраля 1807)
- дивизионный генерал Пьер Лаписс (6 февраля 1807 — 28 июля 1809)
- бригадный генерал Огюстен Даррико (28 июля 1809 — 10 мая 1811)
- дивизионный генерал Николя Годино (10 мая 1811 — 1 сентября 1811)
- дивизионный генерал Пьер Барруа (7 сентября 1811 — 9 февраля 1813)
- бригадный (с 30 мая 1813 — дивизионный) генерал Луи-Викторен Кассань (9 февраля 1813 — 16 июля 1813)
- дивизионный генерал Жан Дарманьяк (16 июля 1813 — 12 мая 1814)

### Начальники штаба дивизии
- полковник штаба Пьер Шодрон-Руссо (3 мая 1803 — 22 ноября 1808)

## Награждённые

### Команданы ордена Почётного легиона
- Оливье Риво де Ля Раффиньер, 14 июня 1804 — дивизионный генерал, командир дивизии
- Пьер Дюмулен, 14 июня 1804 — бригадный генерал, командир бригады
- Мишель Пакто, 14 июня 1804 — бригадный генерал, командир бригады
- Жан Барриэ, 22 ноября 1808 — полковник, командир 45-го линейного
- Жан Отье, 22 ноября 1808 — полковник, командир 8-го линейного
- Арман Филиппон, 22 ноября 1808 — полковник, командир 54-го линейного

### Офицеры ордена Почётного легиона
- Жан Барриэ, 14 июня 1804 — полковник, командир 45-го линейного
- Жан Отье, 14 июня 1804 — полковник, командир 8-го линейного
- Арман Филиппон, 14 июня 1804 — полковник, командир 54-го линейного
- Пьер Шодрон-Руссо, 14 июня 1804 — полковник штаба, начальник штаба дивизии
- Жан-Пьер Деллар, 22 ноября 1808 — полковник, командир 16-го лёгкого

### Кавалеры ордена Железной короны
- Пьер Лаписс, 12 сентября 1808 — дивизионный генерал, командир дивизии